# 척 예거
찰스 엘우드 예거(영어: Charles Elwood Yeager, 1923년 2월 13일 ~ 2020년 12월 7일) 간단히 척 예거(영어: Chuck Yeager)는 미국 육군 및 미국 공군 군인이다. 퇴역시 계급은 공군 준장이며, 1947년 10월 14일 미국 서부 모하비 사막 에드워드 공군기지 인근 고도 13,700m 상공에서 벨 X-1 유인 실험기에 의한 수평 비행(level flight)으로 음속(마하1)을 돌파함으로써 세계 최초로 초음속 비행을 한 인물로 알려져 있다.

## 어린시절과 교육
예거는 1923년 2월 13일 웨스트버지니아 주 마이라에서 농부인 알버트 할 예거(1896~1963)와 수지 매 예거(본명 시즈모어, 1898~1987) 사이에서 태어났다. 그가 5살이 되었을 때 그의 가족은 웨스트버지니아주 햄린으로 이사했다. Yeager에게는 두 명의 형제 Roy와 Hal Jr., 두 자매 Doris Ann(두 살 때 Roy에 의한 엽총 오발 사고로 사망)과 Pansy Lee가 있었다.
그는 Hamlin High School에 다녔고 농구와 축구를 하며 기하학과 타자에서 최고의 성적을 받았다. 1941년 6월에 고등학교를 졸업하였다.
군대에서의 그의 첫 경험은 1939년과 1940년 여름 동안 인디애나주 인디애나 폴리스 포트 벤자민 해리슨에 있는 시민 군사 훈련 캠프에서 이루어졌다 . 1945년 2월 26일 예거는 글레니스 딕하우스와 결혼하여 네 명의 자녀를 두었다. 글레니스 예거(Glennis Yeager)는 남편보다 30년 앞서 1990년에 사망했다.

## 경력
제 2차 세계대전
예거는 1941년 9월 12일 미 육군 공군에 일병으로 입대하여 캘리포니아 빅터빌에 있는 조지 공군 기지에서 항공기 정비사가 되었다. 예거는 입대 당시 나이와 학력 때문에 비행 훈련을 받을 자격이 없었지만, 3개월도 채 되지 않아 미국이 제2차 세계 대전에 참전하게 되면서 미 공군은 모집 기준을 바꾸게 되었다. 예거는 이례적으로 예리한 시력(20/10 등급의 시력)을 가졌으며, 한때 600 야드(550m)에서 사슴을 쏠 수 있었다. 비행 훈련 합격 당시 그는 AT-11의 승무원 책임자였다. 그는 1943년 3월 10일 43C반을 졸업한 애리조나주 루크필드에서 조종사 날개와 비행장교 승진을 받았다. 네바다주 토노파에 있는 제357전투그룹에 배속된 그는 처음에는 전투기 조종사로 훈련되어 벨 P-39 에어라코브라(훈련 비행 중 농부의 나무를 잘라낸 이유로 7일간 이륙 금지)를 날렸고, 1943년 11월 23일 그룹과 함께 해외로 출항했다.

젊은 캡틴으로서 갈망, c. 1944.

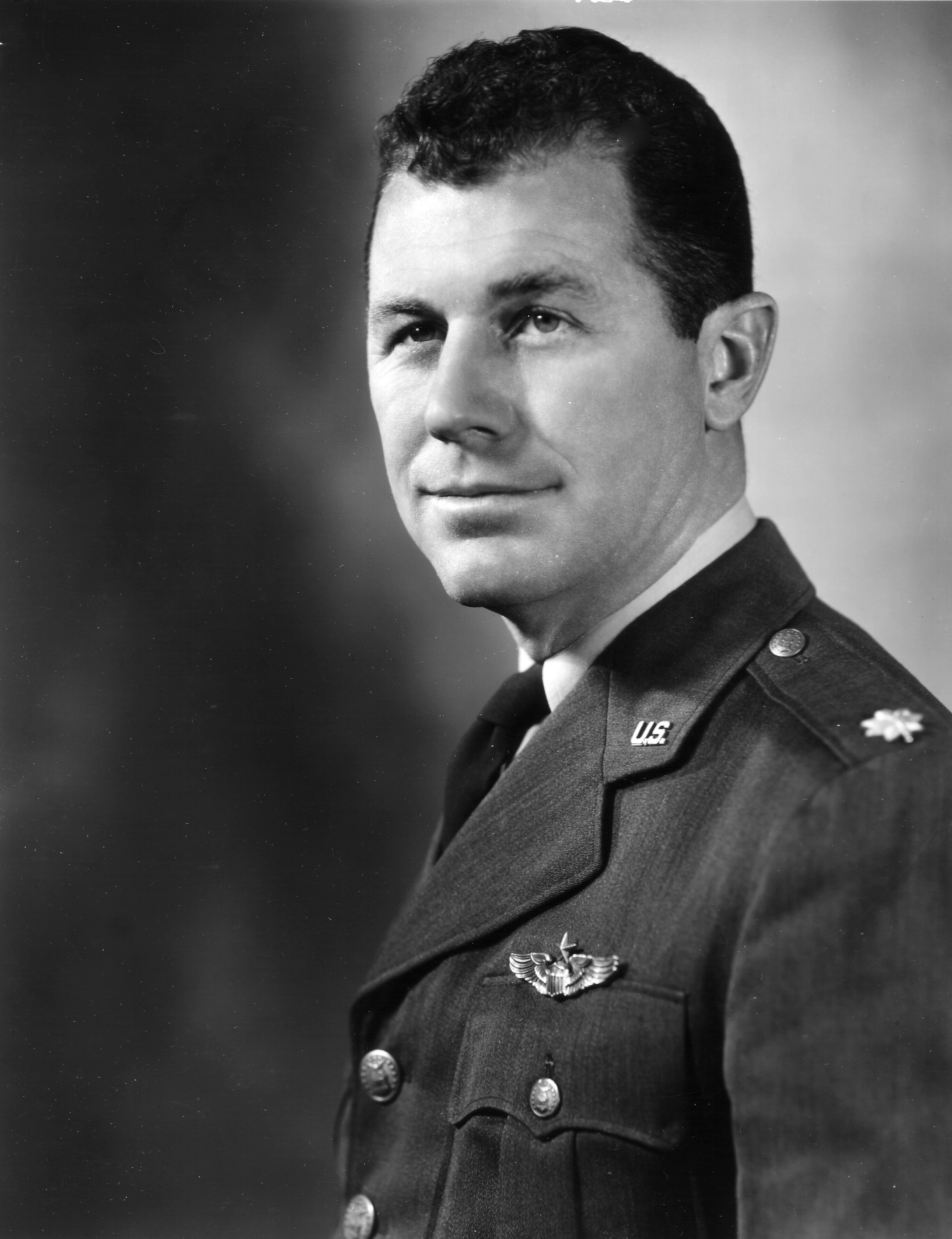

영국에 주둔한 예거는 363전투비행대대와 함께 P-51 머스탱을 조종했다. 그는 1945년 2월 자신의 아내가 된 여자친구 글렌니스 페이 딕하우스의 이름을 따서 글래머러스 글렌이라고 명명했다. 예거는 1944년 3월 5일 8번째 임무에서 첫 번째 항공기(P-51B-5-NAS/n 43-6763)로 프랑스 상공에서 격추되기 전까지 1승을 거두었다. 그는 1944년 3월 30일 프랑스 레지스탕스의 도움으로 스페인으로 탈출하여 1944년 5월 15일 영국으로 돌아왔다. 마키족에 머무는 동안 예거는 직접 전투를 수반하지 않는 임무에서 게릴라들을 도왔다. 그는 항해사 오마르 M. "팻" 패터슨 주니어가 피레네 산맥을 횡단하는 데 도움을 준 공로로 브론즈 스타상을 받았다.
탈출한 조종사들이 적의 영토 상공을 다시 비행하는 것을 금지하는 규정에도 불구하고, 예거는 저항 단체들이 그를 붙잡을 수 있는 두 번째 기회를 줌으로써 위태로워지는 것을 막기 위한 것이었다. 그는 동료 조종사 프레드 글로버 중위와 함께 연합군 최고사령관 드와이트 D 장군과 직접 대화했다. 1944년 6월 12일 아이젠하워 예거는 "나는 지옥을 너무 많이 길렀기 때문에 아이젠하워 장군은 마침내 나를 함대로 돌려보냈다"고 말했다. "그는 디데이 이후 모든 자유 프랑스인 - 마퀴스 그리고 그와 같은 사람들 -이 표면화되었기 때문에 나에게 전투 허가를 내주었다." 아이젠하워는 전쟁부로부터 요청을 결정할 수 있는 허가를 받은 후, 예거와 글로버의 의견에 동의했다. 그 사이 예거는 영국 해협 상공에서 두 번째 적기인 독일 융커스 Ju 88 폭격기를 격추시켰다.
P-51D-20NA는 예거가 대부분의 공중 승리를 거둔 항공기이다.
예거는 뛰어난 비행 기술과 전투 리더십을 보여주었다. 1944년 10월 12일, 그는 단 한 번의 임무로 5대의 적기를 격추시켜 "하루에 에이스"를 만든 그의 조에서 첫 번째 조종사가 되었다. 이 중 두 번의 승리는 단 한 번의 발사도 하지 않은 채 득점되었다: 그가 메저슈미트 Bf 109를 향해 사격 자세를 취했을 때, 항공기 조종사는 당황하여 우현으로 부서지고 그의 윙맨과 충돌했다. 예거는 두 명의 조종사가 모두 탈출했다고 말했다. 그는 11.5번의 공식 승리로 전쟁을 마쳤는데, 여기에는 제트 전투기에 대한 최초의 공대공 승리 중 하나인 독일 전함 메저슈미트 Me 262가 마지막 착륙을 위해 접근했을 때 격추되었다.
1986년 회고록에서 예거는 "양쪽에 의해 잔혹행위가 자행되었다"는 혐오감을 가지고 회상했고, "움직이는 것은 무엇이든 족쇄를 채우는" 8공군의 명령을 받고 임무를 수행했다고 말했다. 임무 브리핑에서 그는 도널드 H. 보치케이 소령에게 "우리가 이런 일을 할 거라면, 우리가 승리하는 쪽에 있다는 것을 확실히 하는 것이 더 나을 것"이라고 속삭였다. 예거는 "나는 확실히 민간인에 대한 그 특별한 공격 임무가 자랑스럽지 않다. 하지만 그것은 기록상, 그리고 내 기억 속에 있다." 그는 또한 제2차 세계 대전 당시 영국에서의 처우에 대해 "오만하고 추악하다"고 표현하며 씁쓸함을 표현했다.
예거는 레이스턴에 있는 동안 소위로 임관되었고, 투어가 끝나기 전에 대위로 진급되었다. 그는 1945년 1월 15일 61번째이자 마지막 임무를 수행했고 1945년 2월 초에 미국으로 돌아왔다. 탈출자로서, 그는 그의 새로운 아내가 임신했기 때문에, 웨스트 버지니아에 있는 그의 집 근처에 있는 라이트 필드를 선택했다. 그의 높은 비행 시간과 정비 경험은 그가 수리된 항공기의 기능 시험 조종사가 되는 데 자격을 주었고, 이는 그를 항공 시스템 비행 시험 부서의 책임자인 앨버트 보이드 대령의 지휘 아래 데려왔다.

## 같이 보기
- 항공의 역사

## 참고 문헌
리처드 골드스타인 (2020년 12월 7일). "음향 장벽을 깬 시험조종사 척 예거, 향년 97세로 별세". 뉴욕 타임즈. 2020년 12월 8일에 확인함.